# Sébastien Betbeder
Sébastien Betbeder, född 4 januari 1975, är en fransk filmregissör.  Som har regisserat över  tio filmer sedan 2003. Bland filmer han har regisserat finns bland annat Resan till Grönland.

## Utvald filmografi
| År   | Titel               | Roll | Anteckningar |
| ---- | ------------------- | ---- | ------------ |
| 2014 | 2 höstar, 3 vintrar |      |              |
| 2016 | Resan till Grönland |      |              |
| 2018 | Ulysses &amp; Mona  |      |              |